# Női 4 × 6 km-es biatlonváltó a 2014. évi téli olimpiai játékokon
A 2014. évi téli olimpiai játékokon a biatlon női 4 × 6 km-es váltó versenyszámát február 21-én rendezték. A verseny helyi idő szerint 18:30-kor, magyar idő szerint 15:30-kor kezdődött. Az aranyérmez az ukrán csapat nyerte. Magyar csapat nem vett részt a versenyen.

## Végeredmény
Az időeredmények másodpercben értendők.
2017. november 27-én jelentették be, hogy doppingvád miatt megfosztják a női 4x6 km-es biatlonváltó versenyszámban ezüstérmet szerzett orosz sportolókat a szerzett érmüktől.
| Helyezés    | R                      | Csapat                                                                                                   | Idő                                           | Lövőhiba (F+Á)                       | Hátrány |
| ----------- | ---------------------- | --- | --------------------------------------------- | ------------------------------------ | ------- |
| Arany       | 2 2–1 2–2 2–3 2–4      | Ukrajna (UKR) · Vita Szemerenko · Julija Dzsima · Valentina Szemerenko · Olena Pidhrusna                 | 1:10:02,5 16:56,4 17:16,3 17:40,9 18:08,9     | 0+5 0+0 0+1 0+0 0+0 0+0 0+3 0+1 0+0  | –       |
| visszavonva | 3 3–1 3–2 3–3 3–4      | Oroszország (RUS) · Jana Romanova · Olga Zajceva · Jekatyerina Sumilova · Olga Viluhina                  | 1:10:28,9 16:56,3 17:43,2 17:43,3 18:06,1     | 0+4 0+0 0+1 0+1 0+1 0+0 0+0 0+0 0+1  | +26,4   |
| Bronz       | 4 4–1 4–2 4–3 4–4      | Norvégia (NOR) · Fanny Horn · Tiril Eckhoff · Ann Kristin Flatland · Tora Berger                         | 1:10:40,1 17:40,5 16:57,9 17:43,6 18:18,1     | 0+5 0+1 0+2 0+0 0+1 0+0 0+0 0+0 0+1  | +37,6   |
| 4.          | 10 10–1 10–2 10–3 10–4 | Csehország (CZE) · Eva Puskarčíková · Gabriela Soukalová · Jitka Landová · Veronika Vítková              | 1:11:25,7 17:54,2 16:30,6 18:42,4 18:18,5     | 0+14 0+2 0+2 0+0 0+2 0+3 0+2 0+2 0+1 | +1:23,2 |
| 5.          | 6 6–1 6–2 6–3 6–4      | Fehéroroszország (BLR) · Liudmila Kalinchik · Nadezhda Skardino · Nadzeya Pisarava · Darja Domracsava    | 1:11:33,4 18:39,0 17:38,3 18:02,1 17:14,0     | 1+8 0+2 1+3 0+0 0+1 0+2 0+0 0+0 0+0  | +1:30,9 |
| 6.          | 8 8–1 8–2 8–3 8–4      | Olaszország (ITA) · Dorothea Wierer · Nicole Gontier · Michela Ponza · Karin Oberhofer                   | 1:11:43,3 16:49,7 18:46,0 18:06,5 18:01,1     | 1+9 0+2 0+1 1+3 0+3 0+0 0+0          | +1:40,8 |
| 7.          | 14 14–1 14–2 14–3 14–4 | Egyesült Államok (USA) · Susan Dunklee · Hannah Dreissigacker · Sara Studebaker · Annelies Cook          | 1:12:14,2 17:02,6 18:08,3 17:55,6 19:07,7     | 0+13 0+2 0+1 0+3 0+3 0+0 0+0 0+2 0+2 | +2:11,7 |
| 8.          | 7 7–1 7–2 7–3 7–4      | Kanada (CAN) · Rosanna Crawford · Megan Imrie · Megan Heinicke · Zina Kocher                             | 1:12:21,5 17:20,7 17:41,7 17:38,1 19:41,0     | 2+12 0+2 0+1 0+2 0+2 0+0 0+0 0+2 2+3 | +2:19,0 |
| 9.          | 12 12–1 12–2 12–3 12–4 | Svájc (SUI) · Selina Gasparin · Elisa Gasparin · Aita Gasparin · Irene Cadurisch                         | 1:12:34,3 17:17,6 17:55,8 17:56,1 19:24,8     | 0+9 0+3 0+1 0+0 0+1 0+3 0+0          | +2:31,8 |
| 10.         | 11 11–1 11–2 11–3 11–4 | Lengyelország (POL) · Krystyna Pałka · Magdalena Gwizdoń · Weronika Nowakowska-Ziemniak · Monika Hojnisz | 1:12:34,4 19:39,0 17:06,8 17:21,7 18:26,9     | 4+8 4+3 0+1 0+0 0+1 0+2 0+0 0+0 0+1  | +2:31,9 |
| 11.         | 1 1–1 1–2 1–3 1–4      | Németország (GER) · Franziska Preuß · Andrea Henkel · Franziska Hildebrand · Laura Dahlmeier             | 1:13:44,2 19:46,7 17:25,1 17:59,4 18:33,0     | 0+6 0+3 0+1 0+1 0+0 0+0 0+0          | +3:41,7 |
| 12.         | 13 13–1 13–2 13–3 13–4 | Kazahsztán (KAZ) · Galina Vishnevskaya · Elena Khrustaleva · Darya Usanova · Marina Lebedeva             | 1:15:54,7 17:36,6 18:35,5 18:17,4 21:25,2     | 0+13 0+0 0+2 0+2 0+2 0+0 0+2 0+3 0+2 | +5:52,2 |
| 13.         | 17 17–1 17–2 17–3 17–4 | Japán (JPN) · Fuyuko Suzuki · Yuki Nakajima · Miki Kobayashi · Rina Suzuki                               | lekörözték 17:33,2 18:47,0 19:23,3 lekörözték | 0+11 0+0 0+1 0+2 0+2 0+1 0+1 0+3 0+1 |         |
| 14.         | 9 9–1 9–2 9–3 9–4      | Szlovákia (SVK) · Jana Gereková · Paulína Fialková · Terézia Poliaková · Martina Chrapánová              | lekörözték 17:51,3 18:57,7 19:48,0 lekörözték | 5+19 0+2 1+3 1+3 0+2 3+3 0+0 0+3 0+3 |         |
| 15.         | 16 16–1 16–2 16–3 16–4 | Kína (CHN) · Song Chaoqing · Zhang Yan · Tang Jialin · Song Na                                           | lekörözték 18:40,2 18:41,1 18:40,0 lekörözték | 0+11 0+1 0+2 0+2 0+0 0+0 0+1 0+3 0+2 |         |
| 16.         | 15 15–1 15–2 15–3 15–4 | Észtország (EST) · Kadri Lehtla · Grete Gaim · Daria Yurlova · Johanna Talihärm                          | lekörözték 18:03,8 19:14,8 19:58,1 lekörözték | 1+13 0+2 0+1 0+1 0+1 0+2 1+3 0+0 0+3 |         |
| –           | 5 5–1 5–2 5–3 5–4      | Franciaország (FRA) · Marie-Laure Brunet · Marie Dorin Habert · Anaïs Chevalier · Anaïs Bescond          | nem ért célba – –                             | 0+0 0+0 – –                          |         |